# 267P/LONEOS
267P/LONEOS est une comète périodique du système solaire, découverte le 29 août 2006 par le programme LONEOS.